# Wyriwka
Wyriwka (ukrainisch Вирівка; russisch Вировка Wirowka) ist ein Dorf im Westen der ukrainischen Oblast Sumy mit etwa 1300 Einwohnern (2001).

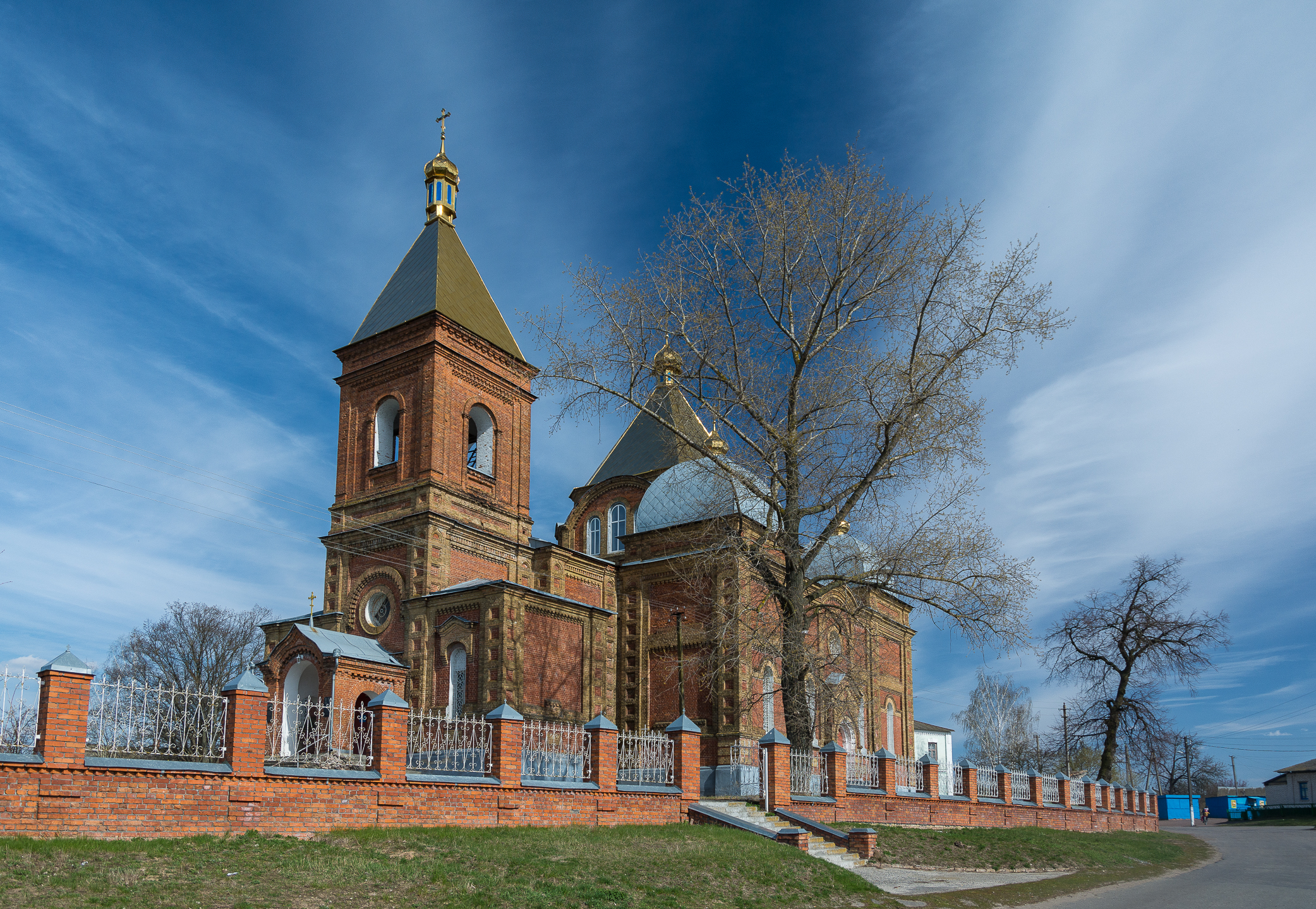
Denkmalgeschütztes Ensemble der Fürbittekirche (2015)

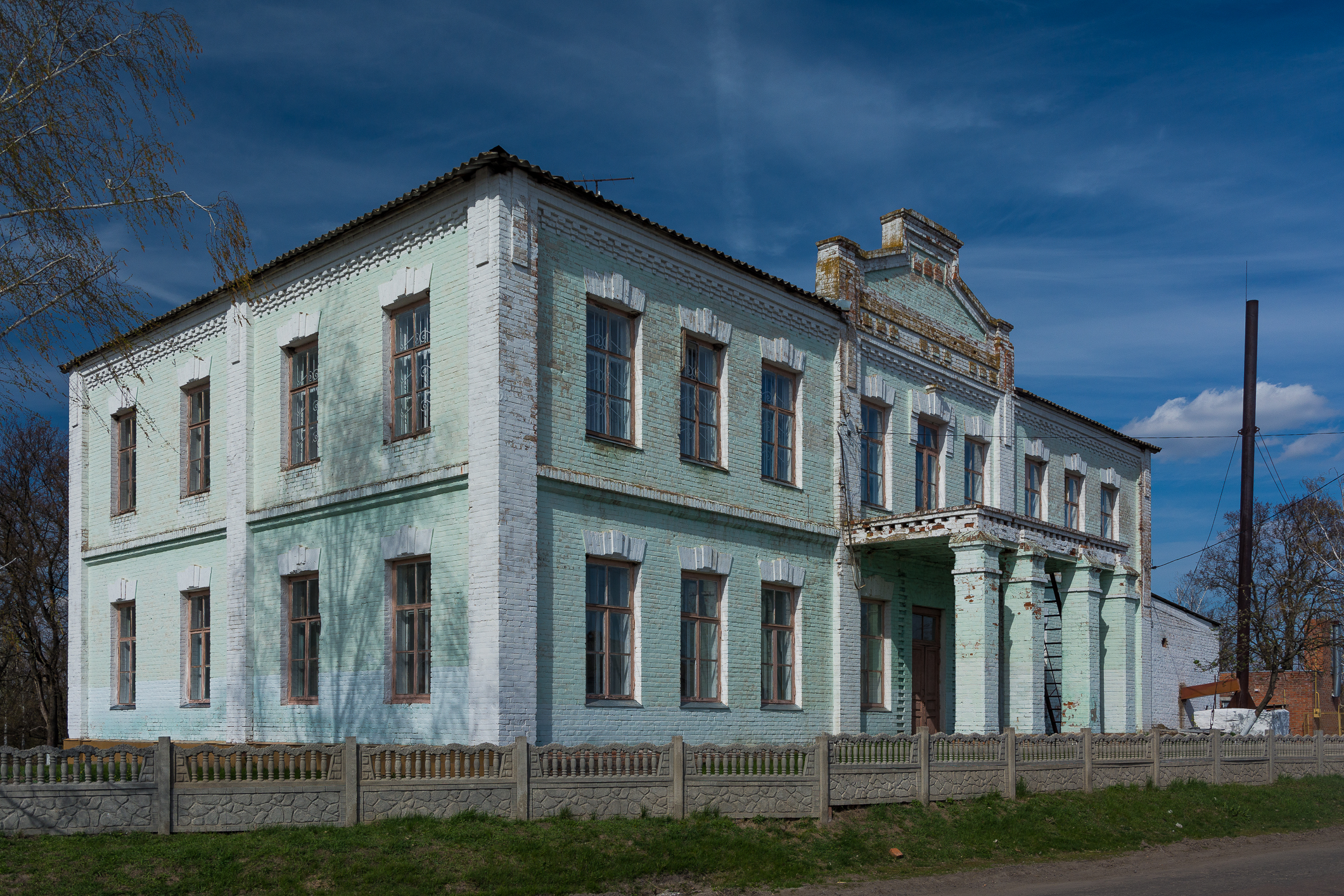
Denkmalgeschütztes Schulgebäude

Die Ortschaft liegt auf einer Höhe von 133 m am Ufer der Kukolka (Куколка), einem 31 km langen, linken Nebenfluss des Seim, 7 1⁄2 km nordwestlich vom Rajonzentrum Konotop und 135 km nordwestlich vom Oblastzentrum Sumy. Durch das Dorf verläuft die Regionalstraße P–61. Im Dorf befindet sich die 1892–1894 erbaute, denkmalgeschützte Fürbittekirche.

## Geschichte
Das erstmals 1636 schriftlich erwähnte Dorf lag zunächst in der polnisch-litauischen Woiwodschaft Czernihów. Es kam 1648 zum Hetman der Ukraine und 1667, durch den Vertrag von Andrussowo, an das Zarentum Russland und später zum Russischen Kaiserreich, wo es zunächst im Gouvernement Nowgorod-Sewerskoje (Nowhorod-Siwerskyj) und ab 1802 im Gouvernement Tschernigow lag. Nach dem Ersten Weltkrieg kam das Dorf zunächst an die Ukrainische Volksrepublik und nach dem Russischen Bürgerkrieg zur Ukrainischen SSR, die 1922 Teil der Sowjetunion wurde. Zwischen August 1941 und September 1943 war die Ortschaft von Truppen der Wehrmacht besetzt. Nach dem Zerfall der Sowjetunion 1991 wurde Wyriwka Bestandteil der unabhängigen Ukraine.

## Gemeinde
Wyriwka ist das administrative Zentrum der gleichnamigen Landratsgemeinde im Westen des Rajon Konotop, zu der noch die Dörfer Lyssohubiwka (Лисогубівка, ⊙) mit etwa 100 Einwohnern, Sarnawschtschyna (Сарнавщина, ⊙) mit etwa 250 Einwohnern und
Taranske (Таранське, ⊙) mit etwa 50 Einwohnern sowie die Ansiedlungen Sawodske (Заводське, ⊙) mit etwa 750 Einwohnern und
Pytomnyk (Питомник, ⊙) mit etwa 60 Einwohnern gehören.

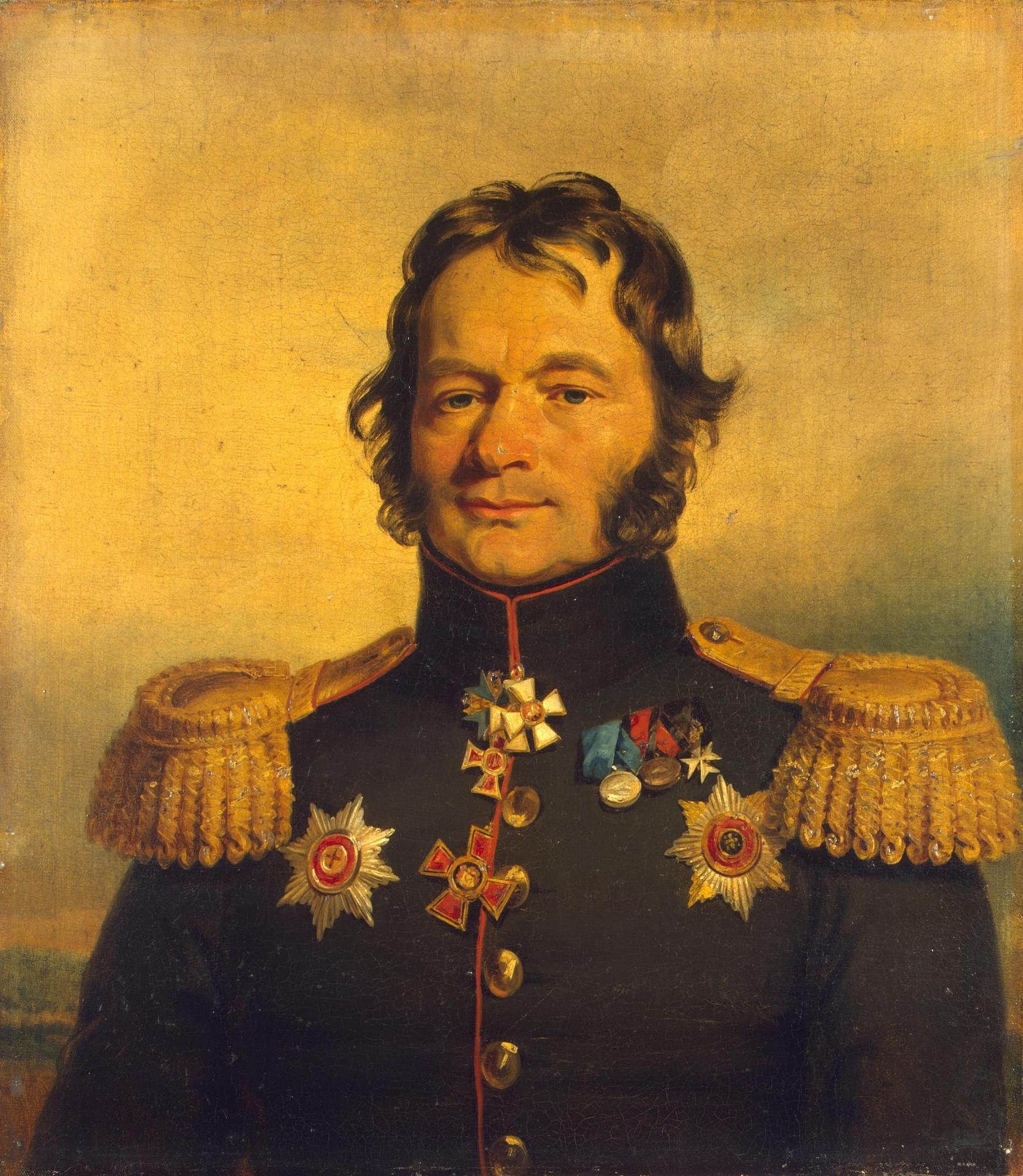
Wassili Kostenezki

## Söhne und Töchter der Ortschaft
- Wassili Grigorjewitsch Kostenezki (Василий Григорьевич Костенецкий) (1766–1831), Generalleutnant der Kaiserlich Russischen Armee und Held im Vaterländischen Krieg von 1812